# Мраморноостровна епархия
Мраморноостровната епархия (на гръцки: Ιερά Μητρόπολη Προικοννήσου) e титулярна епархия на Цариградската патриаршия. Диоцезът съществува до 1922 година със седалище в град Мармара (на гръцки Мармарас) на Мраморния остров (на гръцки Приконисос, на турски Мармара) в Мраморно море (Пропонтида), Турция. Епархията обхваща и останалите девет Мраморни острови - четири по-големи и пет по-малки. От 2008 година титлата Митрополит на Мраморния остров, ипертим и екзарх на цяла Пропонтида се носи от Йосиф.

## История
Епархията граничи с Ираклийската на север в Тракия, с Принцовоостровната на изток, с Кизическата на юг в Мала Азия и с Галиполската и Мадитоска на запад в Тракия.
В IX век Мраморноостровната епископия, подчинена на Кизическата митрополия, е повишена в архиепископия. През май 1823 година диоцезът става митрополия. Гръцкото православно население на островите се изтегля с гръцката армия през септември 1922 година и на островите не остават православни жители.

## Архиепископи (до май 1823) и митрополити
| Име          | Име        | Управление                          | Забележка                                           | Години            |
| ------------ | ---------- | ----------------------------------- | --------------------------------------------------- | ----------------- |
| Арсений      | Αρσένιος   | 17 август 1791 - август 1795 †      |                                                     | ? – 1795          |
| Никифор II   | Νικηφόρος  | август 1795 - юни 1821              | в одрински м.                                       | ? – 1835          |
| Козма II     | Κοσμάς     | юни 1821 - септември 1830           | повишен в митрополит в май 1823, във визенски м.    | ? – 1839          |
| Самуил       | Σαμουήλ    | септември 1830 - януари 1835        | в месемврийски м.                                   | ? – 1855          |
| Висарион     | Βησσαρίων  | януари 1835 - август 1841           | от корчански м., в димотишки м.                     | ? – 1847          |
| Гедеон       | Γεδεών     | август 1841 - 14 юли 1853           | от лампсакски т.е. (април 1839), в софийски м.      | ? – 1877          |
| Софроний I   | Σωφρόνιος  | 14 юли 1853 - 19 април 1861         | от перистерски т.е. (септември 1838), в нишавски м. | ? – 1895          |
| Гедеон       | Γεδεών     | 19 април 1861 - 12 януари 1877 †    | от софийски м.                                      | ? – 1877          |
| Дионисий III | Διονύσιος  | 24 януари 1877 - 12 март 1885       | от памфилски т.е. (11 януари 1862), уволнен         | ? - 1887          |
| Никодим I    | Νικόδημος  | 12 март 1885 - 14 януари 1892       | в еласонски м.                                      | 1844 – 1897       |
| Игнатий      | Ιγνάτιος   | 14 януари 1892 - 4 октомври 1893 †  | от литицки м.                                       | ? – 1893          |
| Венедикт     | Βενέδικτος | 23 октомври 1893 - 9 март 1900      | от писидийски м., уволнен, 16 август 1906 †         | около 1830 – 1906 |
| Партений     | Παρθένιος  | 9 март 1900 - декември 1900 †       | от созоагатополски м.                               | около 1837 – 1900 |
| Софроний II  | Σωφρόνιος  | 16 януари 1901 – 15 ноември 1911 †  | от струмишки м.                                     | 1844 – 1911       |
| Никодим      | Νικόδημος  | 8 декември 1911 - 4 август 1920 †   | от мосхонисйски м.                                  | ? – 1920          |
| Георгий      | Γεώργιος   | 20 февруари 1922 – 9 октомври 1924  | в тасоски м.                                        | 1882 – 1958       |
| Филотей      | Φιλόθεος   | 5 октомври 1943 - 13 ноември 1963 † | от назиански т.е. (29 март 1931)                    | 1882 – 1963       |
| Исая         | Ησαΐας     | 24 ноември 1997 - 20 декември 2002  | от денвърски e., в денвърски м.                     | 1931 –            |
| Йосиф        | Ιωσήφ      | 24 юни 2008 -                       | от новозеландски м.                                 | 1955 -            |